# Марголін Натан Веніамінович
Ната́н Веніамі́нович Марго́лін (1895, містечко Лоєв Річицького повіту Гомельської губернії, тепер селище Лоєвського району Гомельської області, Республіка Білорусь — розстріляний 10 лютого 1938, місто Москва) — український радянський державний та партійний діяч, 1-й секретар Дніпропетровського обкому КП(б)У. Член Центральної контрольної комісії КП(б)У в 1927—1930 року Член ЦК КП(б)У в червні 1930 — січні 1932 року і в червні 1937 — січні 1938 року Кандидат в члени Політичного бюро ЦК КП(б)У в червні — липні 1937 року Член Політичного бюро ЦК КП(б)У в липні 1937 — січні 1938 року.
Жертва Сталінського терору.

## Життєпис
Народився в родині єврейського вчителя. У 1908 — травні 1915 року — заготівельник взуття за наймом, учасник більшовицького підпілля в місті Києві.
Член РСДРП(б) з 1914 року.
У травні — липні 1915 року — рядовий у російській царській армії. У серпні 1915 — травні 1916 року — дезертир, працював у більшовицькому підпіллі в місті Катеринославі. У травні 1916 — вересні 1917 року — рядовий 102-ї дивізії 8-ї російської армії. У вересні 1917 — лютому 1918 року — на лікуванні у госпіталі в місті Києві.
У березні 1918 — лютому 1919 року — військовий організатор більшовицького підпілля міста Києва. У лютому — травні 1919 року — комендант Деміївського революційного комітету міста Києва, командир загону. У травні — серпні 1919 року — на військово-секретній роботі в Народному комісаріаті з військових справ Української СРР.
У вересні 1919 — липні 1921 року — агент, начальник відділення особливого відділу Туркестанського фронту і 1-ї армії РСЧА в містах Самарі, Ташкенті та Ашхабаді. У серпні 1921 — травні 1922 року — начальник відділу Київської губернської Надзвичайної комісії (ЧК).
У травні — вересні 1922 року — відповідальний секретар Сквирського повітового комітету КП(б)У Київської губернії. У вересні 1922 — серпні 1923 року — відповідальний секретар Черкаського повітового (окружного) комітету КП(б)У Київської губернії.
У вересні 1923 — червні 1924 року — слухач курсів ЦК КП(б)У в місті Харкові.
У червні 1924 — липні 1925 року — завідувач організаційно-інструкторського відділу — заступник відповідального секретаря Уманського окружного комітету КП(б)У Київської губернії.
У серпні 1925 — травні 1928 року — відповідальний секретар Сталінського районного комітету КП(б)У міста Києва.
У травні 1928 — серпні 1930 року — відповідальний секретар Мелітопольського окружного комітету КП(б)У.
У вересні 1930 — серпні 1931 року — слухач Московської Промислової академії імені Сталіна. Закінчив лише перший курс.
У серпні 1931 — січні 1934 року — 1-й секретар Бауманського районного комітету ВКП(б) міста Москви. У січні 1934 — березні 1935 року — 1-й секретар Сталінського районного комітету ВКП(б) міста Москви.
У березні 1935 — квітні 1937 року — 2-й секретар Московського обласного комітету ВКП(б).
У березні — травні 1937 року — виконувач обов'язків 1-го секретаря, у травні — 9 листопада 1937 року — 1-й секретар Дніпропетровського обласного комітету КП(б)У.
3 листопада 1937 року заарештований. Етапований до Москви, де й був розстріляний.